# Чха Ин У
Лі Дон Мін (кор. 이동민; нар. 30 березня 1997), більш відомий як Чха Ин У (кор. 차은우) — південнокорейський співак, актор і модель. Учасник бой-бенду Astro.

## Життєпис
Чха Ин У народився 30 березня 1997 року в Кунпхо, провінції Кьонгі, Південна Корея. Початку школу закінчив на Філіппінах. Навчався в Середній Школі Сурі, пізніше в Старшій Школі Сурі. Випускник Школи Мистецтв Ханлім (2016 рік). Студент Університету Сонгюнгван, спеціальність — виконавське мистецтво.

## Дискографія
| Рік  | Назва пісні           | Альбом                              | Примітки           | Прим. |
| ---- | --------------------- | ----------------------------------- | ------------------ | ----- |
| 2018 | «Rainbow Falling»     | «Мій ID — Красуня з Каннама» OST    |                    | [ 5 ] |
| 2018 | «Get Myself With You» | S.O.U.L                             | як частина S.O.U.L | [ 6 ] |
| 2018 | «Gravity»             | S.O.U.L                             | як частина S.O.U.L | [ 7 ] |
| 2018 | «Sugar Cane»          | S.O.U.L                             | як частина S.O.U.L | [ 7 ] |
| 2018 | «Me In»               | S.O.U.L                             | як частина S.O.U.L | [ 7 ] |
| 2018 | «Together»            | «Топ-менеджмент» OST                |                    | [ 8 ] |
| 2019 | «Please Remember»     | «Історик-початківець Гу Хе Рюн» OST |                    |       |
| 2021 | «Love So Fine»        | Справжня краса OST                  |                    |       |
| 2021 | «Don't cry, my love»  |                                     |                    |       |
| 2022 | «Focus on me»         | «Лиходійка-маріонетка» (вебтун) OST |                    |       |
| 2022 | «Love Sailing»        | «Децибел» OST                       |                    |       |

## Фільмографія

### Фільми
| Рік  | Назва                | Роль           | Нотатки         | Прим.         |
| ---- | -------------------- | -------------- | --------------- | ------------- |
| 2014 | «Моє блискуче життя» | Здоровий А Рим | Камео           | [ 9 ]         |
| 2022 | «Децибел»            | Чон Те Рьон    | Другорядна роль | [ 10 ] [ 11 ] |

### Телесеріали
| Рік       | Назва                            | Роль                        | Мережа | Прим.  |
| --------- | -------------------------------- | --------------------------- | ------ | ------ |
| 2017      | «Найкращий хіт»                  | MJ                          | KBS2   | [ 12 ] |
| 2018      | «Мій ID — Красуня з Каннама»     | До Гьон Сок                 | JTBC   | [ 13 ] |
| 2019      | «Історик-початківець Гу Хе Рюн»  | Принц Довон                 | MBC    |        |
| 2020-2021 | «Справжня краса»                 | Лі Су Хо                    | tvN    |        |
| 2022      | «Острів»                         | Джон / Йохан / Кан Чан Хьок |        | [ 14 ] |
| 2023      | «Чудовий день, щоб бути собакою» | Джин Со Вон                 |        | [ 15 ] |

### Веб-дорами
| Рік  | Назва                              | Роль     | Мережа       | Прим.  |  |
| ---- | ---------------------------------- | -------- | ------------ | ------ |  |
| 2015 | «Далі буде»                        | Гість    | MBC Every1   | [ 16 ] |  |
| 2016 | «Мій романтичний особливий рецепт» | Чха Ин У | Naver TVCast | [ 17 ] |  |
| 2017 | «Зошит помсти»                     | Чха Ин У | Oksusu TV    | [ 18 ] |  |
| 2018 | «Топ-менеджмент»                   | Йону     | Youtube Red  | [ 19 ] |  |
| 2019 | «Страва для душі»                  | Равіель  | Naver TVCast |        |  |

### Ведучий
| Рік       | Назва              | Мережа | Прим.  |
| --------- | ------------------ | ------ | ------ |
| 2016-2018 | Show! Music Core   | MBC    | [ 20 ] |
| 2017      | MBC Gayo Daejejeon | MBC    | [ 21 ] |
| 2018      | MBC Gayo Daejejeon | MBC    | [ 22 ] |
| 2019      | MBC Gayo Daejejeon | MBC    | [ 23 ] |